# Paul Émile Lecoq de Boisbaudran
Paul Émile Lecoq de Boisbaudran (ur. 18 kwietnia 1836 w Cognac, zm. 28 maja 1912 w Paryżu) – chemik francuski, odkrywca galu, samaru i dysprozu. Prowadził badania dotyczące składu chemicznego minerałów, wykorzystując do tego analizę widmową.